# Хейл, Дороти
Дороти Хейл (англ. Dorothy Hale; 11 января 1905, Питтсбург, Пенсильвания — 21 октября 1938, Нью-Йорк, Нью-Йорк) — американская светская львица и начинавшая актриса. Она покончила с собой, спрыгнув со здания в Нью-Йорке. Смерть мужа, за которой последовало несколько неудачных романов, поставила Хейл в положение финансовой зависимости от богатых друзей. Художница Фрида Кало по заказу Клэр Бут Люс написала известную картину «Самоубийство Дороти Хейл».

## Ранние годы
Дороти Донован родилась в семье агента по недвижимости в Питтсбурге в 1905 году . Она посещала монастырскую и театральную школу, в 1919 Дороти ушла из дома, чтобы продолжить актёрскую карьеру. Её семья наняла детективов, чтобы найти её, но в конце концов у Дороти закончились деньги и она вернулась домой . В итоге, с помощью друзей она сумела получить работу в хоре бродвейской постановки «Леди, будь хорошей».
В период изучения скульптуры в Париже, она вышла замуж за биржевого маклера-миллионера Гайяра Томаса, сына богатого гинеколога Теодора Гайяра Томаса. Их брак просуществовал недолго и закончился разводом.
В 1927 году Дороти вышла замуж за Гарднера Хейла (1894–1931), который был художником, писавшим фрески, муралы и светские портреты, что позволяло замужней Дороти Хейл продолжать вращаться среди богемы и элиты. В период своей жизни на Западном побережье США она общалась с такими художниками, как Мигель и Роза Коваррубиасы, Фрида Кало, а также с фотографом Николасом Мюреем.

## Актёрская карьера
Сценическая карьера Хейл ограничилась несколькими сезонами работы в репертуарных театрах и эпизодическими выступлениями в качестве танцовщицы и девушки Зигфельда. Летом 1935 года Хейл и её подруга Розамонд Пинчот, ещё одна нью-йоркская светская львица и начинающая актриса, сыграли в пьесе «Пребудь со мной», психологической драме, написанной их подругой Клэр Бут Люс. Хотя все три подруги и получили огромное удовольствие от своей работы, пьесу раскритиковали, и она со временем совсем перестала ставиться. Пинчот  покончила с собой, отравившись угарным газом в январе 1938 года.

## Личная жизнь
Когда в декабре 1931 года муж Дороти погиб в автокатастрофе (его машина сорвалась со скалы в Санта-Марии), она оказалась в тяжёлом финансовом положении. Будучи больше не в состоянии поддерживать свой светский образ жизни, Хейл начала жить за счёт щедрых богатых любовников и друзей, таких как Люс, с которой она была близка: «Мы все считали, что девушка такой невероятной красоты не долго будет тосковать и сделает себе карьеру или снова выйдет замуж. К несчастью, Дороти оказалась бесталанна и неудачлива" .
Хейл постоянно, но безуспешно пыталась найти работу актрисы. В 1932 году благодаря знакомству с кинопродюсером Сэмюэлем Голдвином она исполнила не упомянутую в титрах роль в «Синаре», а также роли второго плана в «Екатерине Великой (1934). Кинопробы были провальными для Дороти.

### Романы
Среди любовников Хейл были Константин Аладжалов, известный нью-йоркский дизайнер обложек,  женатый публицист Рассел Дэвенпорт, писавший для Time и Исаму Ногути, многообещающий скульптор, художник и дизайнер.
В начале 1933 года Ногути и Хейл отправились в круизное путешествие по Карибскому морю, где он познакомился со многими её богатыми и влиятельными друзьями из Нью-Йорка. В результате многие из них заказали у него портреты, в том числе Люс, захотевшая заполучить свой скульптурный бюст. Ногути посещал с Хейл Лондон и Париж, надеясь найти больше покровителей. Он начал создавать скульптурный портрет Хейл, но так его и не закончил, нынешнее местонахождение этой заготовки неизвестно.
В 1934 году Хейл и Люс сопровождали Ногути в поездке по штату Коннектикут на автомобиле Dymaxion, который Ногути спроектировал вместе с Ричардом Фуллером. Троица остановилась, чтобы навестить Торнтона Уайлдера в Хамдене, после чего отправилась в Хартфорд, где вместе с Фуллером присутствовали на загородном открытии оперы Гертруды Стайн и Вирджила Томсона «Четыре святых в трёх действиях».
В 1937 году у Хейл случился серьёзный роман с Гарри Хопкинсом, администратором Управления промышленно-строительными работами общественного назначения и главным советником Франклина Делано Рузвельта. Мечтая о «свадьбе в Белом доме», Хейл переехала в "Хэмпшир-Хауз", 27-этажный многоквартирный дом по адресу Сентрал-Парк-Саут, 150, и начала собирать своё «приданое», но Хопкинс внезапно порвал с ней отношения. Позднее Люс рассказывала, что Белый дом не был доволен слухами о помолвке Хопкинса и Хейл, и это могло быть причиной их разрыва. Большинство газетчиков хамски писали, что Дороти оказалась брошенной. В итоге Хопкинс женился на Лю Мейси, близкой соратнице Рузвельта.
В 1938 году другой благотворитель и отвергнутый поклонник Хейл, Бернард Барух, сказал ей, что в 33 года ей слишком поздно пытаться найти работу, которая бы позволить ей жить с прежним размахом, и что ей следует искать богатого мужа. Барух даже выделил ей 1000 долларов с условием: «...купить платье, самое роскошное, чтобы покорить будущего мужа».
Хейл впала в депрессию из-за неудававшейся карьеры, постоянных долгов и несчастливой личной жизни.

## Смерть

### Прощальная вечеринка
В вечер своей смерти Хейл в неформальной обстановке развлекала своих друзей. Она сказала им, что планирует долгое путешествие, и пригласила их на прощальную вечеринку. Среди гостей этой «последней вечеринки» были супруга Брока Пембертона, принц дель Драго, художница Дороти Суинберн, которая была замужем за адмиралом Люком Макнэми и Маргарет Кейс (дочь Фрэнка Кейса, впоследствии Гарриман), редактор Vogue и автор «Порочного круга». После окончания вечеринки Хейл вместе с  Джоном Морганом и его супругой отправилась в театр смотреть пьесу братьев Стоукс «Оскар Уайльд».
После театра Хейл вернулась в свой дом (однокомнатную квартиру-студию с мини-кухней на 16-м этаже "Хэмпшир-Хауз") примерно в 1:15 ночи, в то время как большинство её друзей остались на вечеринке в клубе «21». Скорее всего, следующие четыре часа она провела за пишущей машинкой, сочиняя прощальные записки своим друзьям: одну Баруху, выражая сожаление по поводу того, что не последовала его совету, и одну своему поверенному инструктирующую, как следует распорядиться с её имуществом и похоронами.
В 5:15 утра 21 октября 1938 года Хейл выбросилась из окна своей квартиры. Она была одета в своё любимое чёрное бархатное платье от мадам X femme-fatale с корсажем из маленьких жёлтых роз, подаренном ей Ногути.
Хотя The New York Times и рассказывала о её смерти, Хопкинс предположил, что Барух использовал своё влияние, чтобы новость о самоубийстве Хейл прошла незамеченной из-за упоминания своего имени в этом деле.
В своем интервью для книги Эрреры о Фриде Кало Ногути следующим образом рассказывал о Хейл:
Она была очень красивой девушкой, все мои девочки были красивыми. В 1933 году я ездил с ней в Лондон. Мы с Баки (Бакминистер Фуллер) были там вечером перед тем, как она это сделала. Я очень хорошо помню, как она сказала: «Ну, водка кончилась, больше нету». Что-то в этом роде, понимаете. Я не очень-то об этом помнил, но потом догадался, о чём она говорила. Дороти была очень мила и странствовала по этому лживому миру. Она не хотела ни для кого быть второй и решила, что должна исчезнуть.

### Картина Фриды Кало
Клэр Бут Люс, подруга Хейл, была страстной поклонницей творчества мексиканской художницы Фриды Кало и почти сразу же после самоубийства Дороти, поручила Кало написать recuerdo (воспоминание), портрет их покойной общей подруги, так как, по словам Кало: «её жизнь не должна была быть забыта». Люс понимала recuerdo как идеализированный мемориальный портрет и, несомненно, ожидала за свои 400 долларов получить обычный портрет, традиционно размещаемый над камином. После демонстрации в марте в Париже завершённая картина прибыла в августе 1939 года. Люс вспоминала что она была настолько шокирована, когда развернула картину, что «почти потеряла сознание».
Кало написала графическое повествовательное ретабло, подробно описывающее каждый этап самоубийства Хейл. Дороти изображена на картине в трёх ипостасях: стоящей на балконе, падающей, а также лежащей на окровавленном тротуаре внизу . Люс была так оскорблена выполненной работой, что серьёзно подумывала уничтожить её, но в итоге вместо этого попросила скульптора Исаму Ногути записать ту часть надписи на картине, где упоминалось имя Люс . Люс отдала эту картину на хранение Фрэнку Крауниншилду, но спустя десятилетия ей вернули полотно его наследники. Люс анонимно пожертвовала картину Кало Художественному музею Феникса, где в конечном итоге она всё-таки была объявлена пожертвованием Люс. Музей сохраняет за собой право собственности над картиной, хотя она часто экспонируется на выставках работ Кало.
В 2010 году картина была включена в «широкий обзор» творчества Ногути на выставке «Становление художника: Исаму Ногути и его современники, 1922–1960» в музее Ногути в нью-йоркском районе Лонг-Айленд-Сити.

## В культуре

### Театр
Премьера «Восстания Дороти Хейл» по сценарию Майры Бэрстоу состоялась в офф-бродвейском театре Святого Луки 30 сентября 2007 года. Спектакль был посвящён жизни и смерти Хейл, показанными через призму творческого процесса Фриды Кало. Пьесу сравнивали с фильмом Отто Премингера 1944 года «Лора . Кроме того, в ней ставился вопрос о том, была ли смерть Хейл самоубийством или убийством 
В первых спектаклях по этой пьесе роли исполняли обладатель премии «Эмми» Майкл Бадалукко, Патрик Болл, Сарита Чоудхури, Лора Коффман, Сара Уинтер и Марк Ла Мура. Актёры и автор «Восстания Дороти Хейл» были приглашены на биржу NASDAQ 18 октября 2007 года, чтобы сделать закрывающий звонок.